# Galabin Boewski
Galabin Pepow Boewski (bulgarisch Гълъбин Пепов Боевски; * 19. Dezember 1974 in Knescha, Bulgarien) ist ein ehemaliger bulgarischer Gewichtheber. Er war Olympiasieger 2000 in Athen im Leichtgewicht.

## Werdegang
Galabin Boewski begann als Jugendlicher mit dem Gewichtheben. Er wurde Mitglied von "Ladimex" Pernik und wurde von Plamen Asparuchow trainiert. Er startete hauptsächlich im Leichtgewicht, damals bis 69 kg Körpergewicht und war für diese Gewichtsklasse mit 1,75 m relativ groß. Seine internationale Laufbahn begann bei der Europameisterschaft 1993 in Valencia, wo er in der Gewichtsklasse bis 64 kg Körpergewicht mit 277,5 kg im Zweikampf den 6. Platz belegte. Bereits im nächsten Jahr kam er bei der Weltmeisterschaft in Djakarta auf 300 kg im Zweikampf und erreichte damit den 4. Platz. Bei der Europameisterschaft 1994 in Rom gewann er mit 297,5 kg in der Gewichtsklasse bis 64 kg Körpergewicht mit dem 2. Platz seine erste Medaille bei einer internationalen Meisterschaft.
Im Jahre 1995 wurde Galabin Boewski die Einnahme anaboler Steroide nachgewiesen und damit des Dopings überführt. Er wurde daraufhin für zwei Jahre für alle Wettkämpfe gesperrt. 1998 kehrte er auf die internationale Gewichtheberbühne zurück. Er startete nunmehr in der Gewichtsklasse bis 69 kg Körpergewicht und war erfolgreicher denn je. Er wurde Weltmeister 1998 in Lahti mit 337,5 kg, Europameister 1999 in La Coruna mit 352,5 kg, Weltmeister 1999 in Athen mit 357,5 kg, Olympiasieger 2000 in Sydney mit 357,5 kg, Weltmeister 2001 in Antalya mit 340 kg, Europameister 2002 in Antalya mit 350 kg und Europameister 2003 in Loutraki/Griechenland mit 347,5 kg. Daneben stellte er diverse Weltrekorde im Reißen und Stoßen auf.
Kurz vor der Weltmeisterschaft 2003 in Vancouver wurde die bulgarische Gewichtheber-Nationalmannschaft einer Dopingprobe unterzogen. Dabei wurde bei Galabin Boewski und zwei anderen Hebern dieser Mannschaft festgestellt, dass für sie die gleiche Urinprobe abgegeben wurde. Diese drei Gewichtheber mussten daher manipuliert und in Betrugsabsicht gehandelt haben. Galabin Boewski, der als Gewichtheber-Profi auch für den AC Soest in der deutschen Bundesliga hob, wurde daraufhin als Wiederholungstäter für acht Jahre für alle Wettkämpfe gesperrt.
Am 27. Oktober 2011 wurde Boewski in São Paulo bei dem Versuch verhaftet, mit neun Kilogramm Kokain ein Flugzeug nach Europa zu besteigen. Nach seiner Verurteilung zu neun Jahren Haft verbüßte er zwei Jahre in einem brasilianischen Gefängnis und wurde dann in seine bulgarische Heimat entlassen.

## Der weiße Gefangene
Am 21. Dezember 2013 erschien im Verlagshaus Trud eine Biografie von Boewski unter dem Titel Der weiße Gefangene. Die geheime Geschichte von Galabin Boewski (Bulgarisch: Белият затворник. Тайната история на Гълъбин Боевски). Das Buch wurde von dem Journalisten Ognian Georgiew verfasst, der als Sportredakteur bei der Tageszeitung Bulgaria Dnes arbeitet. Das Buch beleuchtet die  Karriere von Boewski sowie seine Verhaftung wegen Kokainschmuggels, die Verurteilung und die spätere Freilassung.